# آنتونینا گیریچ
آنتونینا گیریچ (لهستانی: Antonina Girycz؛ زادهٔ ۲۰ فوریهٔ ۱۹۳۹ – ۱۹ ژانویهٔ ۲۰۲۲) بازیگر اهل لهستان بود.
از فیلم‌ها یا مجموعه‌های تلویزیونی که وی در آن‌ها نقش داشت، می‌توان به قواعد بازی، رانندگان جایگزین، به‌دور از جاده، شمش‌سازان، دستورالعمل زندگی، چهل‌ساله، واپسین حلقه، ترازنامه سه‌ماهه، دهن‌به‌دهن و یک فاجعه اشاره نمود.